# Salem (Bijbel)
Salem (Hebreeuws: שָׁלֵם, šālem; Oudgrieks: Σαλήμ) was in de oudheid een stad in het Midden-Oosten die wordt genoemd in de Hebreeuwse Bijbel en het Nieuwe Testament. De meeste Salems zijn naar deze plaats vernoemd.
In Genesis 14:28 wordt Melchisedek "koning van Salem" genoemd. De aanduiding "Salem" wordt verder alleen in Psalm 76:3 gebruikt, parallel met Zion. Omdat Zion werd gezien als een aanduiding van Jeruzalem, wordt ook Salem al sinds de antieke en vroegmiddeleeuwse exegese geïdentificeerd als Jeruzalem. Dit werd versterkt door de verwantschap van "Salem" met "Sjalom" (vrede). In Genesis 14 wordt de "Sawevallei" geidentificeerd met de "Koningsvallei" - een belangrijke aanwijzing voor de datering van dit verhaal, want het loopt vooruit op het verhaal over Absalom in 2 Samuel 18:18. Het gold als een bevestiging dat Salem met Jeruzalem kon worden geïdentificeerd. Er zijn echter geen bronnen buiten die van de Bijbel afhankelijk zijn die de identificatie van Salem als Jeruzalem bevestigen. In brieven uit het Oude Egypte uit de 19e en 18e eeuw v.Chr. wordt Jeruzalem (en  of het land) (U)ruŠalimum genoemd en in de Amarnabrieven duikt hiervoor de naam Urusalim op.
Vermoedelijk was Salem de naam van een godheid, mogelijk Sjalim, die uit Ugaritische en Mesopotamische teksten bekend is en ook werd vereerd door de Jebusieten, die woonden in Jeruzalem.
In Genesis 33:18 wordt met Shalem waarschijnlijk een andere stad aangeduid. In moderne vertalingen wordt de Hebreeuwse term overigens niet als naam van een stad vertaald, maar als "veilig", "vredig", "volledig" (aankomen). De stad Salim, die wordt genoemd als dicht bij de plaats waar Johannes de Doper doopte, komt met die locatie overeen.